# Stazione di Redentore
La stazione di Redentore era una fermata ferroviaria a servizio dell'abitato di Monserrato, posta lungo la ferrovia Cagliari-Isili nel tratto riconvertito a tranvia nel 2008.

## Storia

#### L'utilizzo come fermata ferroviaria (1969-2008)
La fermata venne attivata nel secondo dopoguerra dalle Ferrovie Complementari della Sardegna nel centro di Monserrato, sino al 1991 frazione di Cagliari ed in seguito comune autonomo. L'impianto risultava attivo nel 1969 e venne edificato tra la via del Redentore e la via Sorgono, nei pressi dell'area in cui ad autonomia riconquistata verrà realizzato il palazzo municipale di Monserrato.
L'impianto servì l'area centrale del nucleo urbano monserratino (la cui stazione principale si trova in posizione periferica all'abitato) nei decenni successivi e passò sotto l'amministrazione delle Ferrovie della Sardegna nel 1989. Sotto la gestione FdS fu avviato un servizio ferroviario di tipo metropolitano tra Cagliari e Monserrato che coinvolse anche la fermata.

#### Trasformazione in tranvia e dismissione (dal 2008)
La decisione di riconvertire la porzione di linea interessata a tali relazioni in tranvia segnò la fine dell'attività nell'impianto che, a differenza della maggior parte delle altre fermate intermedie del tronco Cagliari-Monserrato, non fu riutilizzato per l'esercizio tranviario, data la costruzione di una nuova fermata (denominata anch'essa Redentore) per i servizi di Metrocagliari dinanzi ai vicini giardinetti del Redentore. La fermata ferroviaria del Redentore venne utilizzata sino al 17 marzo 2008, data in cui l'ultimo treno FdS percorse la Cagliari-Monserrato ed in cui la linea 1 della tranvia di Cagliari venne aperta al traffico: da allora lo scalo non è stato più utilizzato, benché ne permanga la banchina.

## Strutture e impianti
L'impianto fu disattivato al traffico ferroviario nel 2008 e il binario di cui era dotato è da allora impiegato per la linea 1 della tranvia di Cagliari. Anche durante il periodo in cui era abilitata la fermata era dotata del solo binario di corsa, a scartamento da 950 mm, affiancato da una singola banchina per il servizio passeggeri. Lo scalo era privo di edifici.

## Movimento
Prima della chiusura nel 2008 la fermata era servita dai treni delle FCS ed in seguito delle FdS espletanti le relazioni lungo la ferrovia Cagliari-Isili. Tra queste, le relazioni Cagliari-Monserrato dalla metà degli anni novanta al 2008 furono classificate come "servizio ferroviario metropolitano".